# Анапа (шхуна)
«Анапа» — парусно-винтовая шхуна Черноморского флота Российской империи, находившаяся в составе флота с 1850 по 1874 год. Во время несения службы совершала плавания в Чёрном и Азовском морях, принимала участие в боевых действиях против горцев на кавказском побережье, в том числе в захвате укреплений Геленджик и Гагры, Вениаминовского форта, мыса Адлер и местечка Туапсе, использовалась в качестве крейсерского судна и для высадки десантов. По окончании службы в 1874 году была исключена из списков судов флота по неблагонадёжности.

## Описание судна
Парусно-винтовая шхуна водоизмещением 677 тонн. Длина судна между перпендикулярами составляла 51 метр, ширина с обшивкой — 7,4 метра, а осадка — 3,8 метра. На шхуне была установлена паровая машина мощностью 80 номинальных лошадиных сил, в качестве движителя помимо парусов использовался один гребной винт. Вооружение судна состояло из четырех орудий, однако по состоянию на начало 1860-х годов на шхуне оставались только две 3-фунтовые медные пушки.
Наименование «Анапа» в российском флоте было связано с взятием в разное время русскими войсками одноимённой крепости на кавказском побережье Чёрного моря, и шхуна была одним из трёх парусных судов Российского императорского флота, носивших это наименование. В составе Черноморского флота также несли службу два одноимённых парусных линейных корабля 1807 и 1829 годов постройки, названные в память о взятии русскими войсками крепости Анапа 29 апреля (11 мая) 1807 года и 12 (24) июня 1828 года соответственно.

## История службы
Парусно-винтовая шхуна «Анапа» была заложена на стапеле Блейкоульской верфи в Англии в 1849 году и после спуска на воду в 1850 году вошла в состав Черноморского флота России.
В кампании 1856 и 1857 годов совершала плавания у восточных берегов Чёрного моря, при этом 21 июля (2 августа) 1857 года принимала участие в захвате 6 пушечной батареи, оборудованной горцами в укреплении Геленджик, Вениаминовского форта, укрепления Гагры и мыса Адлер. В 1858 году совершала крейсерские плавания вдоль берегов Абхазии, а также между черноморскими портами. В кампанию 1859 года совершала плавания между черноморскими портами и у восточного берега Чёрного моря, а также принимала участие в высадке десанта против горцев на кавказском побережье. В 1860 году вновь совершала плавания между черноморскими портами, а также крейсировала у берегов Абхазии.
В кампании 1861 и 1862 годов выходила в плавания последовательно по портам Чёрного, затем Азовского морей, после чего вернулась в Чёрное море и вновь ушла в плавание к его восточным берегам. В 1863 и 1864 годах также совершала крейсерские плавания вдоль восточного берега Чёрного моря и принимала участие в захвате местечка Туапсе. В кампании 1865 и 1866 годов выходила в плавания между черноморскими портами, а в 1867 и 1868 годах ходила вдоль восточного берега Чёрного моря.
По окончании службы 13 (25) июля 1874 года парусно-винтовая шхуна «Анапа» была исключена из списков судов флота по неблагонадёжности. При этом паровая машина со шхуны была снята, капитально отремонтирована и в кампанию 1881 года совместно с новым паровым котлом производства мастерских Николаевского порта установлена на шхуне «Редут-Кале».

## Командиры шхуны
Командирами парусно-винтовой шхуны «Анапа» в составе Российского императорского флота в разное время служили:
- капитан-лейтенант Ф. Д. Степанов (1857 год)[21];
- капитан 2-го ранга М. А. Дандри (1858—1859 годы)[22];
- капитан-лейтенант, а с 1 (13) января 1866 года капитан 2-го ранга В. А. Леонов (1860—1867 годы)[23];
- капитан 2-го ранга Д. Н. Кондогури (1867—1868 годы)[24].